# Francisco Javier Prado Aránguiz
Francisco Javier Prado Aránguiz, SSCC (8 de março de 1929 – 23 de junho de 2020) foi um bispo católico chileno. Serviu como bispo da Diocese Católica Romana de Iquique, de 1984 a 1988. Ele então serviu como bispo auxiliar da Diocese de Valparaiso, de 1988 a 1993, e como bispo da Diocese de Rancagua, de 1993 a 2004.

## Biografia
Nasceu em Santiago do Chile, o primeiro filho de Adriana Aránguiz Cerda (1898-1981) e Javier Prado Amor (1888-1959). Teve apenas um irmão: Francisco Jorge Prado Aránguiz (1938-2018), que serviu como ministro da Agricultura no governo de Augusto Pinochet. Viveu os primeiros anos de sua vida em Pencahue, San Vicente de Tagua Tagua.
Cursou a instrução básica e média no colégio dos Sagrados Corações de Alameda, em Santiago, onde se formou em 1946. Depois de cursar um ano de Direito na Universidade Católica, ingressou na Congregação dos Sagrados Corações. Realizou sua primeira profissão religiosa em 28 de março de 1948, em Los Perales, Quilpué, e professou perpetuamente em 1 de abril de 1951, em Santiago.
Realizou todos os seus estudos filosóficos e teológicos na casa de formação de Los Perales, entre 1947 e 1953. Durante esse período, foi dando os passos de acesso ao ministério sacerdotal. Recebeu todas as ordens em Valparaíso, das mãos de Dom Rafael Lira Infante, bispo diocesano. Tornou-se diácono em 5 de julho de 1953 e presbítero em 19 de setembro do mesmo ano.
Os primeiros trinta anos de seu ministério foram dedicados à instrução nos colégios da congregação. De 1954 a 1967, trabalhou no Colégio dos Sagrados Corações de Santiago, onde foi professor de História, ministro (1960-1965) e reitor (1966-1967).
De 1968 a 1984, esteve no colégio de Viña del Mar, no qual foi reitor (1968-1975) e diretor espiritual (1976-1984). Durante esses anos, foi conselheiro provincial (1971-1973). Também foi vigário cooperador da Paróquia São João Evangelista de Gómez Carreño; pró-vigário e vigário episcopal para a educação da Diocese de Valparaíso. Nos dois últimos anos dessa presença, residiu na comunidade religiosa de Gómez Carreño e participou de um curso de aperfeiçoamento religioso em Lima, entre julho e dezembro de 1978.
O Papa João Paulo II nomeou-o bispo de Iquique em 9 de julho de 1984. Foi ordenado na Catedral de Valparaíso em 2 de setembro seguinte, por Dom Angelo Sodano, núncio apostólico, tendo como acompanhantes principais Dom Francisco de Borja Valenzuela Ríos, arcebispo-bispo de Valparaíso, e Dom Eladio Vicuña Aránguiz, arcebispo de Puerto Montt. Tomou posse seis dias depois; sucedeu a Dom José del Carmen Valle. Em dezembro de 1985, foi eleito membro da Comissão Pastoral, passando a presidir a Área de Pastoral Social da Conferência Episcopal Chilena. Foi reeleito para estas mesmas funções em dezembro de 1987.
Em 16 de abril de 1988, o Papa João Paulo II o designou auxiliar de Dom Francisco de Borja Valenzuela, arcebispo-bispo de Valparaíso, desligando-o de Iquique, na qual foi sucedido por Dom Enrique Troncoso. Em 1990, foi eleito membro do Comitê Permanente da Conferência Episcopal Chilena, sendo reeleito em novembro de 1992, para um período de três anos.
O Papa João Paulo II o transferiu para a Diocese de Rancagua em 16 de abril de 1993. Tomou posse em 10 de junho seguinte, sucedendo a Dom Jorge Medina, transferido para Valparaíso. Fez a visita ad limina em 1994 e em 2002. Em novembro de 1995, foi designado secretário-geral da Conferência Episcopal Chilena, cargo que ocupou até 1998. Foi então nomeado vice-presidente da Conferência Episcopal, cargo que desempenhou até novembro de 2003. Em 23 de abril de 2004, o Papa Bento XVI aceitou sua renúncia ao cargo, apresentada ao completar 75 anos de idade, e desde então passou a ser bispo emérito de Rancagua. Foi sucedido por seu coadjutor Dom Alejandro Goic Karmelic.
Concluído seu ministério episcopal em Rancagua, mudou-se para Viña del Mar, para fazer-se disponível para a igreja local, de modo especial, a comunidade da Paróquia Assunção de Maria de Achupallas. Aí permaneceu servindo ativamente até janeiro de 2020, quando a batalha contra um câncer o obrigou a se mudar para a Casa Provincial em Santiago. Faleceu cinco meses depois. Seus restos mortais jazem na cripta da Catedral de Roncagua.